# Засулье (Минская область)
Засу́лье (бел. Засулле) — агрогородок в Столбцовском районе Минской области Беларуси. Входит в состав Рубежевичского сельсовета. До 2013 года — центр Засульского сельсовета. Население 333 человека (2009).

## География
Засулье находится в 13 км к северо-востоку от Столбцов неподалёку от границы с Дзержинским районом. Местность принадлежит бассейну Немана, деревня стоит на левом берегу небольшой реки Ливанка (приток Сулы). На противоположном берегу находится деревня Заречье. Через Засулье проходит автодорога Столбцы — Рубежевичи.

## История
Засулье известно c 1487 года. До 1592 года деревней и имением владели татарские князья Уланы (Улановичи). В это время деревня насчитывала 38 дворов, 15 из них располагались на правом берегу реки Ливанки (ныне деревня Заречье), а остальные — на территории современного Засулья. В деревне находились мельница и мечеть.
В 1592 году Засулье было приобретено князем Ярошем Жижемским. Жижемские владели имением на протяжении XVII—XVIII веков. В этот период деревня находилась на важном торговом пути из Минска в Мир, здесь были трактир и постоялый двор.
В 1710 году была построена униатская церковь св. Иоанна Крестителя и св. Григория, в 1784 году построено новое здание церкви — деревянное на каменном фундаменте.
В конце XVIII века Яцек Жижемский продал Засулье подкоморию речицкому Иосифу Дерноловичу. Меньшая часть имения принадлежала нескольким татарским родам. В результате второго раздела Речи Посполитой (1793) Засулье оказалось в составе Российской империи, волостной центр Минского уезда Минской губернии.
В 1795 году в Засулье было 40 дворов, 224 жителей; в Заречье — 27 дворов, 147 жителей. В первой половине XIX века владельцами Засулья стали Крупские. В 1864 году открыто народное училище. В 1880-е годы в деревне функционировала православная церковь Рождества Иоанна Предтечи и школа. Крупские в конце XIX века возвели в имении дворянскую усадьбу в эклектическом стиле, которая наложилась на уже существовавшую ранее. Усадьба включала усадебный дом, парк, сад, служебные здания, хоздвор, спиртозавод.
В начале XX века в Засулье 114 дворов, 737 жителей; в имении 1 двор, 7 жителей; в Заречье 66 дворов, 428 жителей.
С марта 1918 года село входит в состав провозглашённой Белорусской Народной Республики. После подписания Рижского мирного договора (1921 год) регион вошёл в состав межвоенной Польши. В Польше село являлось центром гмины Столбцовского повета Новогрудского воеводства, в 1921 году насчитывало 139 дворов и 730 жителей. С 1939 года в составе БССР, с 12 октября 1940 года центр сельсовета. Во время Великой Отечественной войны часть деревни была сожжена. В 1960-е годы местными властями была разрушена церковь Рождества Иоанна Предтечи. В 1990-е годы на том же месте построена новая каменная церковь, получившая тоже имя.

## Достопримечательности
- Усадьба Крупских (конец XIX века). От усадьбы остались лишь руины спиртозавода и хозпостройки. В советское время в усадебном доме функционировала музыкальная школа, однако позднее он был разобран.
- Православная церковь Рождества Иоанна Предтечи (1990-е года)